# 李啟明 (1937年)
李啟明，GBS，JP（1937年10月11日—2022年10月27日），男，广东廣州人，曾任立法局、立法會議員。

## 生平
李啟明為廣州順德人，8歲時來到香港生活，早年就讀油尖旺區華南中學，初中學畢業後投身社會，任職木工及搬運工人。他在1984年至1995年擔任港九勞工社團聯會秘書長，1985年至1990年擔任基本法諮詢委員會執行委員會副主任，1994年獲委任為港事顧問，1995年至1999年任港九勞工社團聯會主席，而勞聯當時為香港職工會聯盟團體會員，故此亦獲選為職工盟副主席。後來，他於1995年至1997年任香港立法局議員（勞工界），1997年至1998年出任臨時立法會議員一職，1998年至2000年當選香港立法會議員（勞工界）。
李氏於2022年10月27日逝世，享年85歲。其公祭儀式則於同年11月26日舉行，翌日出殯。

## 荣誉
1998年獲委任為太平紳士。1999年獲頒授銀紫荊星章。2010年獲頒授金紫荊星章。其子是深水埗區議員李詠民。